# Cienfuegos (Stadt)

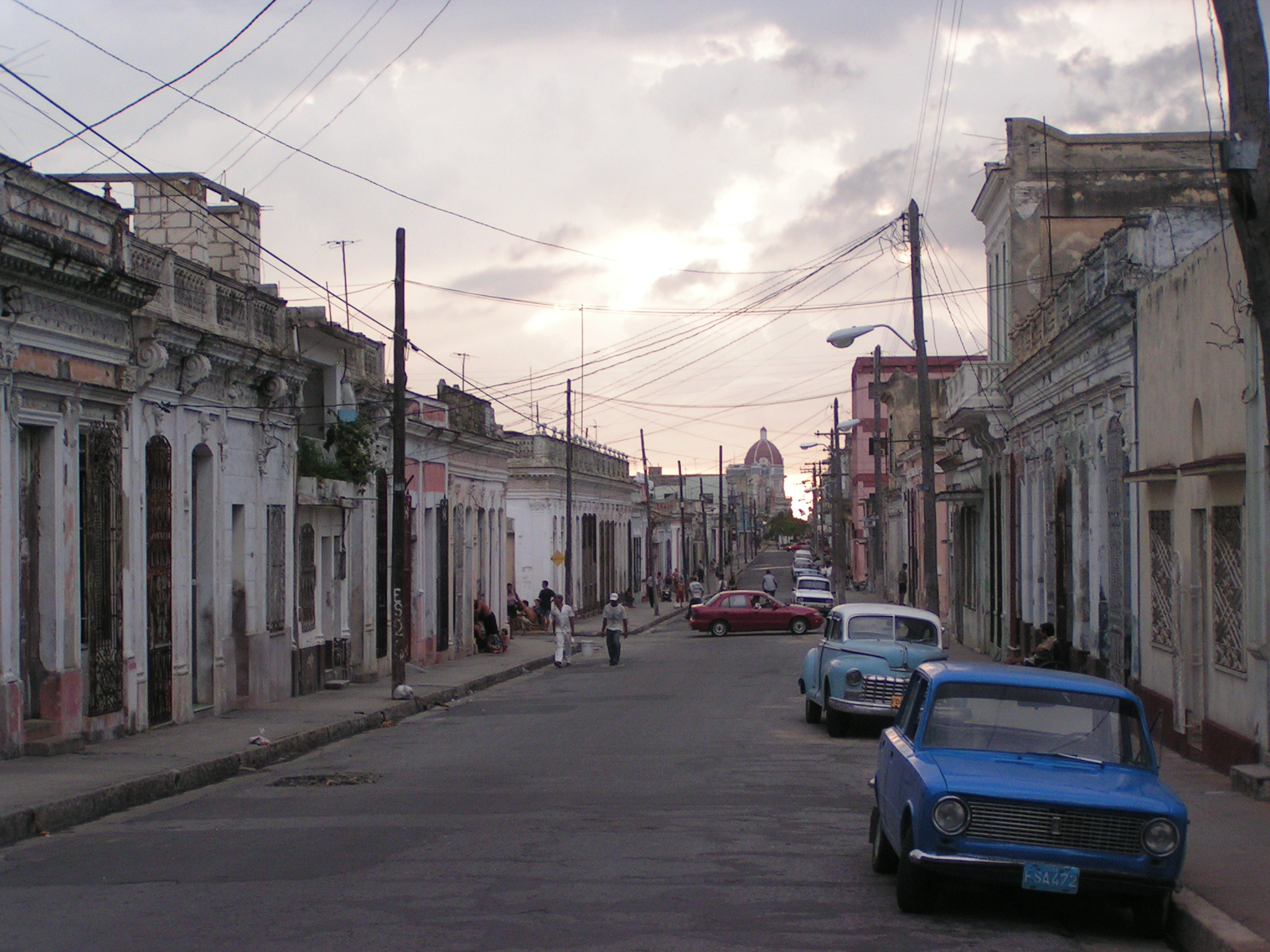
Typische Straße in Cienfuegos

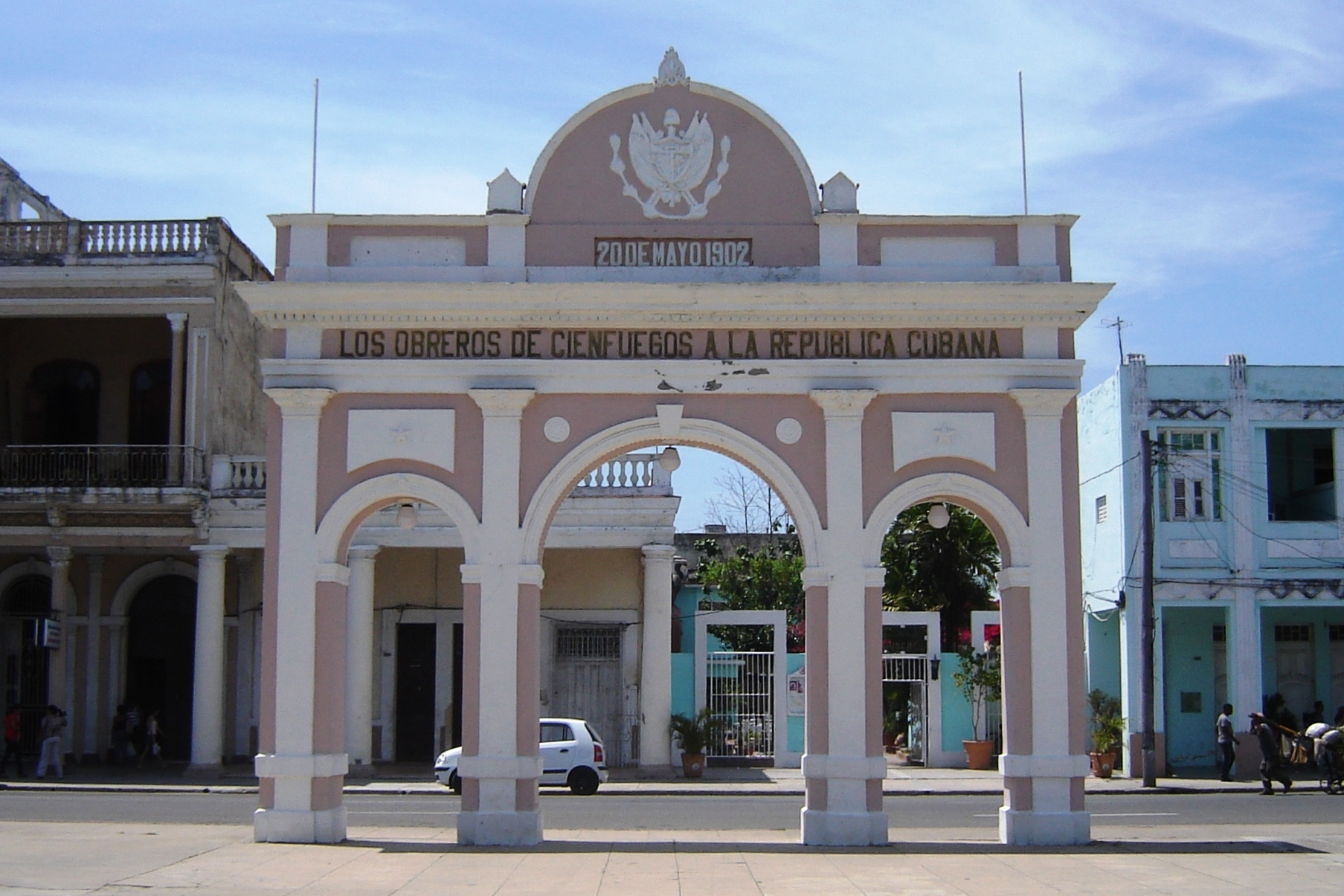
Triumphbogen am Parque José Martí

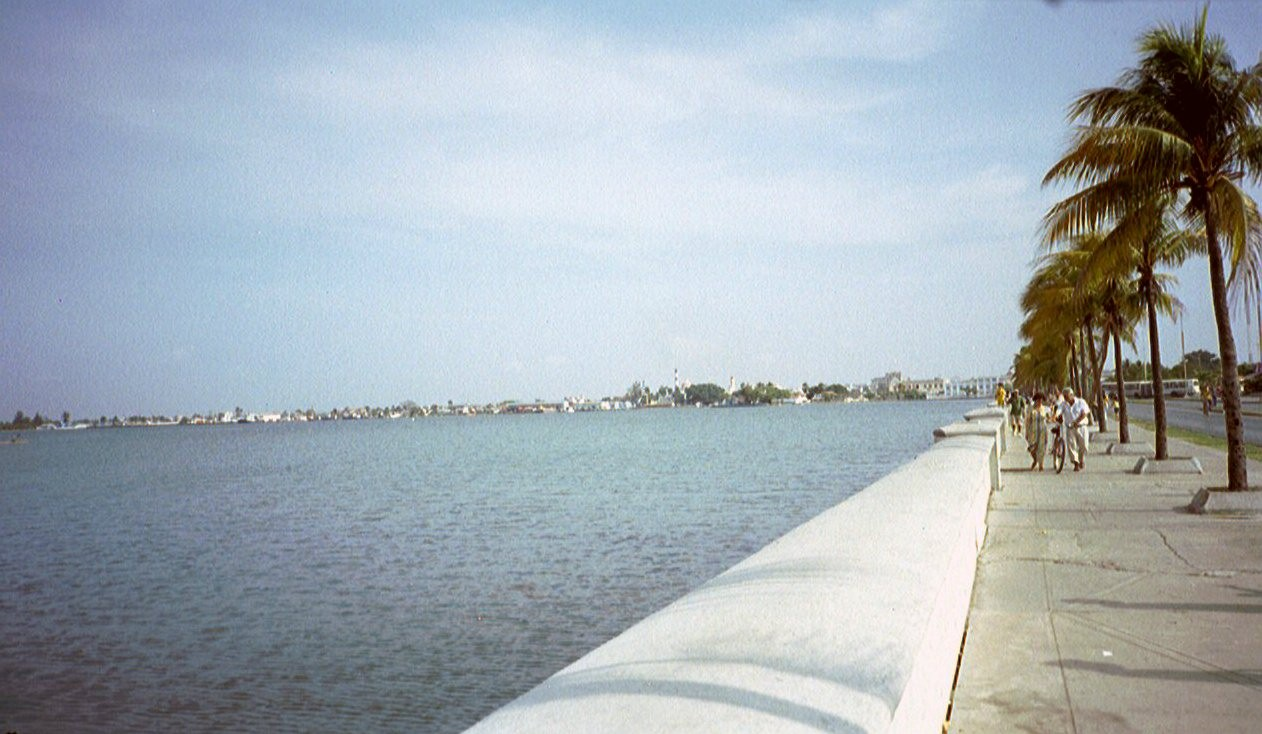
Promenade in Cienfuegos

Cienfuegos ist die Hauptstadt der gleichnamigen Provinz in Zentral-Kuba. Mit 171.946 Einwohnern (Zensus 2012) ist sie die sechstgrößte Stadt Kubas. Sie liegt an der mit 88 km² drittgrößten Bucht Kubas, der Jagua-Bucht (span.: bahía de Jagua). Aufgrund ihrer Attraktivität wird die Stadt in Kuba „Perle des Südens“ genannt, wegen ihrer günstigen Lage früher auch „Der große amerikanische Hafen“. Im Jahr 2005 wurde das historische Stadtzentrum von der UNESCO zum Weltkulturerbe ernannt.

## Geschichte
1494 wurde die Bucht zum ersten Mal von Christoph Kolumbus beschrieben und die angrenzende Region „Cacicazgo de Jagua“ benannt. Neben den ansässigen Ureinwohnern begannen Spanier die Gegend zu besiedeln. Um 1745 wurde das Fort Nuestra Señora de los Ángeles de Jagua zum Schutz gegen Piratenüberfälle errichtet. Die erste Zuckermühle in der Nähe des Ortes wurde 1751 erbaut. Nachdem Ende des 18. Jahrhunderts mit der Erweiterung der inzwischen entstandenen Siedlung und des Hafens begonnen worden war, ließen sich im April 1819 auf Veranlassung des spanischen Oberstleutnants Fernandina de Jagua 46 Familien aus Frankreich und den nahegelegenen französischen Kolonien im Schutze der Festung nieder. Der weiter unter spanischer Herrschaft stehende Ort wurde nach dem spanischen König Ferdinand VII. „Fernandina de Jagua“ genannt. Als 1825 ein schwerer Sturm große Teile des Ortes zerstört hatte, wurde unter Leitung des eingewanderten französischen Stadtplaners D’Clouet der Wiederaufbau eingeleitet. Dabei entstand das heute noch die Stadt prägende schachbrettartige Straßennetz. Anschließend erfolgte 1829 die Umbenennung nach dem spanischen Generalgouverneur José Cienfuegos.
Der geschichtliche französische Einfluss ist in der Stadt noch heute sichtbar, so durch den einzigen auf Kuba zu findenden Triumphbogen, den die damaligen Siedler im Gedenken an die ferne Heimat errichtet hatten. Er stellt heute die westliche Begrenzung des Parque José Martí dar, einer der attraktivsten Plätze der Stadt. Dort befindet sich auch das Teatro Tomás Terry, ein 900 Zuschauer fassender Theaterbau. Er wurde Ende des 19. Jahrhunderts aus dem Erbe des venezolanischen Zuckerbarons Tomás Terry im neoklassizistischen Stil errichtet.
1881 erhielt Cienfuegos das Stadtrecht und ist damit eine der jüngsten Städte Kubas. Durch auf den Hafen begründete Exportvorteile und den 1860 erfolgten Anschluss an das kubanische Eisenbahnnetz gelangte die Stadt zu wirtschaftlichem Erfolg, mit dem die nahegelegene Stadt Trinidad nicht mithalten konnte und so die regionale Vormachtstellung gegenüber Cienfuegos einbüßte. Am 11. Mai 1898 fand in der Nähe von Cienfuegos ein Gefecht zwischen amerikanischen und spanischen Truppen statt. Am 5. September 1957 besetzten für kurze Zeit kubanische Marineoffiziere mit Unterstützung der Castro-Rebellen den Militärstützpunkt in der Stadt, um gegen das Batista-Regime zu protestieren.

## Wirtschaft
Seit dem 19. Jahrhundert war Cienfuegos ein Zentrum der Zuckerindustrie. Da Zucker zu den wichtigsten Exportgütern Kubas zählte, entstand in Cienfuegos der weltgrößte Zuckerexporthafen. Die Tabakindustrie und der Krabbenfang sind weitere wichtige Wirtschaftszweige der Stadt. 1983 begann man mit sowjetischer Hilfe an der Bucht von Cienfuegos das einzige Kernkraftwerk Kubas zu errichten. Wegen des Zusammenbruchs der Sowjetunion wurde es nie fertiggestellt. Das Anfang der 1990er Jahre ebenfalls von sowjetischen Fachleuten in Cienfuegos errichtete petrochemische Werk musste seinen Betrieb aufgrund ausbleibender Öllieferungen einstellen. Nach der Instandsetzung der Anlage im April 2006 wurde ein Gemeinschaftsunternehmen durch die Ölfirmen Cuba Petroleo und Petroleos de Venezuela gegründet.

## Söhne und Töchter der Stadt
- Don Azpiazú (1893–1943), Bandleader
- Mateo Torriente (1910–1966), Bildhauer
- Carlos Rafael Rodríguez (1913–1997), kommunistischer Politiker und Ökonom
- Benny Moré (1919–1963), Musiker
- Jesús Guerra Zayas (1920–1995), Musiker, Komponist und Orchesterleiter
- Carlos Fariñas (1934–2002), Komponist
- Daisy Granados (* 1942), Schauspielerin
- Magali Alabau (* 1945), Schauspielerin und Schriftstellerin, lebt im Exil
- Liudmila Álamo (* 1974), Politikerin
- Robeisy Ramírez (* 1993), Box-Olympiasieger
- Arialis Martinez (* 1995), kubanisch-portugiesische Sprinterin
- Fernando Jorge (* 1998), Kanute
- Roxana Gómez (* 1999), Sprinterin
- Melissa Vargas (* 1999), Volleyballspielerin
- Erislandy Álvarez (* 2000), Boxer

## Städtepartnerschaften
- Bahía Blanca, Argentinien
- Tacoma, USA